# A Halál havában
A Halál havában, Wayne Chapman regénye.
1990-ben, a M.A.G.U.S. szerepjáték világának egyik fő bemutató regényeként írta Wayne Chapman. A regény egy Tier Nan Gorduin nevű ilanori bárdról szól, aki a szerzők (Gáspár András és Novák Csanád) egyéb műveiben (Csepp és tenger, Karnevál, Észak lángjai, Bárd és a démonok, A Fekete Dalnok, A vándorló dalnok, Keleti szél I.-II.) is főszereplőként jelenik meg. A regény a bárd egyik délvidéki utazásáról szól, melynek során három társával együtt elpusztít egy Orwella-szentélyt az Elátkozott vidéken. A regényt négyszer adták ki: 1990-ben, 1994-ben, 2002-ben és 2008-ban, és megjelent még 1997-ben a Valhalla által kiadott „A Fekete Dalnok” című trilógiában is.